# 아키딜로부스 삭카로보란스
아키딜로부스 삭카로보란스는 아키딜로부스속에 속하는 한 종이다.